# گئورگی شونین
گئورگی شونین (به انگلیسی: Georgy Stepanovich Shonin) فضانورد اهل اتحاد شوروی بود که در ۳ اوت ۱۹۳۵ در روونکی زاده شد. وی در مأموریت سایوز ۶ حضور داشته‌است. وی در ۷ آوریل ۱۹۹۷ در سن ۶۱ سالگی در شهرک ستاره‌ها درگذشت.